# Кораловий аспід звичайний
Кораловий аспід звичайний (Micrurus corallinus) — вид отруйних змій родини аспідових (Elapidae). Мешкає в Південній Америці.

## Опис
Загальна довжина коливається від 50 до 98 см. Голова невелика, загруглена. Тулуб стрункий та тонкий. У забарвленні характерне чергування широких червоних й більше вузьких чорних кілець, відділених один від одного тонкими ясно-жовтими смужками.

## Поширення і екологія
Звичайні коралові аспіди мешкають на південному сході Бразилії, на сході Парагваю (Альто-Парана) та на північному сході Аргентини (Місьйонес), за деякими свідвченнями також в Уругваї. Вони живуть у вологих субтропічних лісах та у прибережних зонах, на висоті до 500 м над рівнем моря. Ведуть нічний, прихований спосіб життя. Живляться ящірками і зміями. Відкладають яйця, в кладці до 10 яєць.